# Rüssen
Rüssen gehört zum Ortsteil Natenstedt der Stadt Twistringen im niedersächsischen Landkreis Diepholz. In dem Dorf leben rund 50 Einwohner.

## Geografie

### Lage
Rüssen liegt am westlichen Rand der Stadt Twistringen, 12 km westlich vom Kernort Twistringen entfernt.

### Nachbargemeinden
Nachbargemeinden sind – von Norden aus im Uhrzeigersinn – Colnrade, Heiligenloh, Samtgemeinde Barnstorf und Goldenstedt.

### Flüsse
- Die Hunte ist westlicher Grenzfluss zum Landkreis Vechta.
- Die etwa 13 km lange Heiligenloher Beeke durchfließt den Ortsteil in Ost-West-Richtung und mündet westlich an der Stadt- und Kreisgrenze in die Hunte.
- Die Hunte wurde in den 50er Jahren begradigt und somit entstanden die „Toten Arme“ aus dem ursprünglichen Flussverlauf
- Folgende „Tote Arme“ sind in der Gemarkung Rüssen: Markonah, Am Kiek und das Weisse Ufer

## Geschichte
Seit der Gebietsreform vom 1. März 1974 ist die vorher selbstständige Gemeinde Rüssen als Teil der Ortschaft Natenstedt in die Stadt Twistringen eingegliedert.

## Verkehr
Rüssen liegt fernab des großen Verkehrs. Die Bundesautobahn 1 verläuft 13 km entfernt nördlich. Die von Bassum über Twistringen (Kernort) und Diepholz nach Osnabrück führende Bundesstraße 51 verläuft südöstlich, 8 km entfernt. Die Landesstraße L 342 von Twistringen (Kernort) über Goldenstedt nach Vechta verläuft nördlich in 1 km Entfernung.
In Rüssen gibt es keine Straßenbezeichnungen, sondern nur Hausnummern, nach denen sich Einwohner, Postboten, Lieferanten und Besucher orientieren müssen.

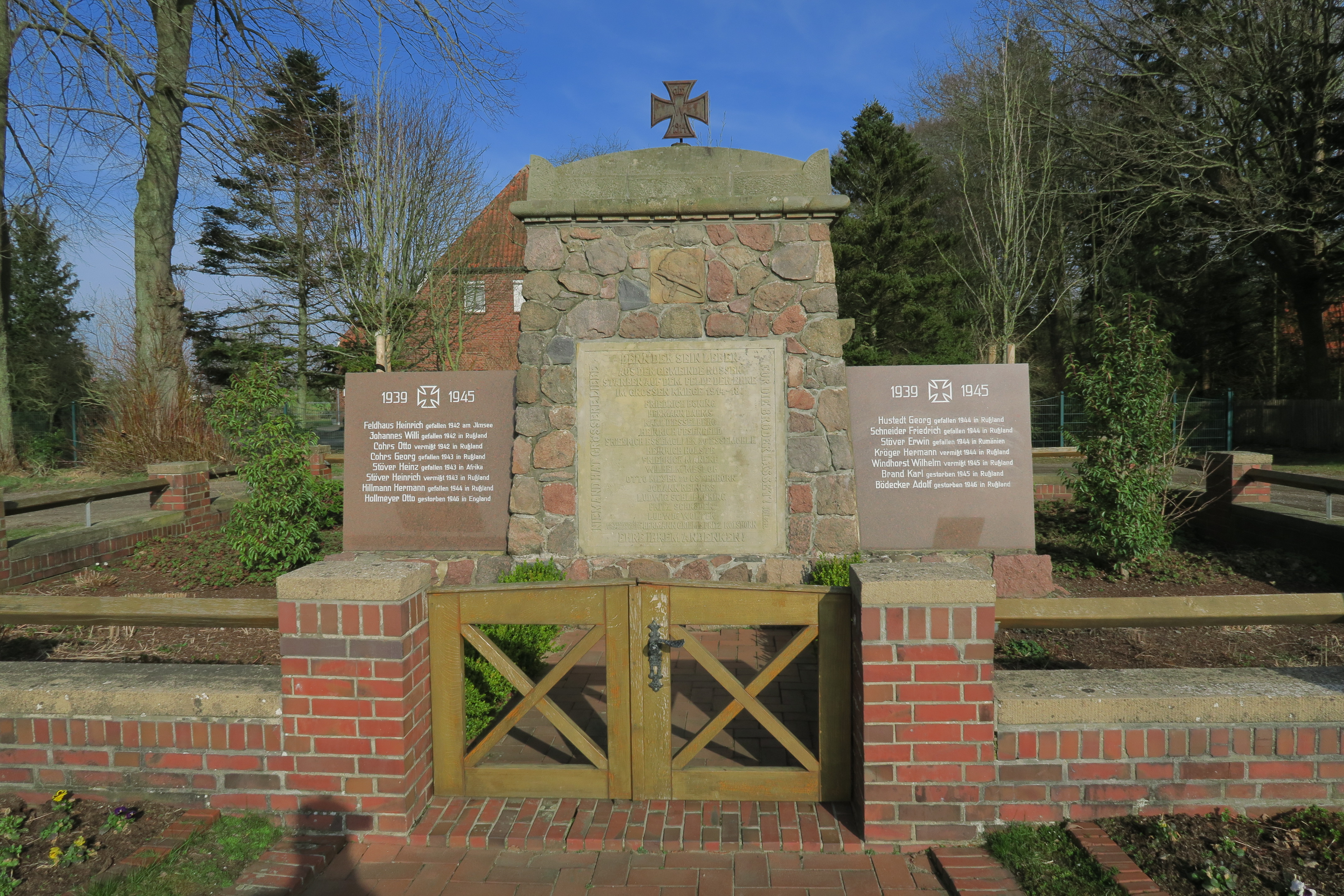
Ehrenmal Kriegerdenkmal

## Bauwerke

### Baudenkmale
In der Liste der Baudenkmale in Twistringen ist für Rüssen ein Baudenkmal aufgeführt.